# Джефферсонвілл (Нью-Йорк)
Джефферсонвілл (англ. Jeffersonville) — селище (англ. village) в США, в окрузі Салліван штату Нью-Йорк. Населення — 368 осіб (2020).

## Географія
Джефферсонвілл розташований за координатами 41°46′39″ пн. ш. 74°55′33″ зх. д. / 41.77750° пн. ш. 74.92583° зх. д. (41.777521, -74.925853).  За даними Бюро перепису населення США в 2010 році селище мало площу 1,13 км², з яких 1,05 км² — суходіл та 0,08 км² — водойми.

## Демографія
Згідно з переписом 2010 року, у селищі мешкало 359 осіб у 142 домогосподарствах у складі 80 родин. Густота населення становила 316 осіб/км².  Було 199 помешкань (175/км²).
Расовий склад населення:
| - 85,0 % — білих - 4,7 % — азіатів - 3,3 % — чорних або афроамериканців - 5,6 % — осіб інших рас |

До двох чи більше рас належало 1,4 %. Частка іспаномовних становила 11,1 % від усіх жителів.
За віковим діапазоном населення розподілялося таким чином: 15,9 % — особи молодші 18 років, 60,7 % — особи у віці 18—64 років, 23,4 % — особи у віці 65 років та старші. Медіана віку мешканця становила 48,3 року. На 100 осіб жіночої статі у селищі припадало 106,3 чоловіків;  на 100 жінок у віці від 18 років та старших — 108,3 чоловіків також старших 18 років.
Середній дохід на одне домашнє господарство  становив 51 304 долари США (медіана — 41 250), а середній дохід на одну сім'ю — 62 453 долари (медіана — 60 938). За межею бідності перебувало 25,0 % осіб, у тому числі 35,4 % дітей у віці до 18 років та 2,6 % осіб у віці 65 років та старших.
Цивільне працевлаштоване населення становило 220 осіб. Основні галузі зайнятості: освіта, охорона здоров'я та соціальна допомога — 35,9 %, мистецтво, розваги та відпочинок — 22,7 %, науковці, спеціалісти, менеджери — 9,1 %, публічна адміністрація — 6,4 %.